# Таунджи
Таунджи (бірм. တောင်ကြီးမြို့ taung kri: mrui. tàʊɰ̃dʑí mjo̰, шан. ဝဵင်းတူၼ်ႈတီး [wéŋ tɔ̀ŋ kjí]) — адміністративний центр штату Шан у складі М'янми. Населення перевищує 200 000 жителів, місто по населенню — четверте або п'яте місто в М'янмі, знаходиться на висоті 1400 м над рівнем моря. Назва міста означає «Велика гора», що вказує на хребет на схід від міста. Шани не є основним населенням цього міста. У місті живуть народи інтха і пао, також бірманці, китайці, індуси, шани. Релігії — анімізм, буддизм, іслам, сикхізм.

## Клімат
Місто знаходиться у зоні, котра характеризується вологим субтропічним кліматом. Найтепліший місяць — квітень із середньою температурою 22.2 °C (72 °F). Найхолодніший місяць — січень, із середньою температурою 14.4 °С (58 °F).
| Клімат Таунджи          | Клімат Таунджи | Клімат Таунджи | Клімат Таунджи | Клімат Таунджи | Клімат Таунджи | Клімат Таунджи | Клімат Таунджи | Клімат Таунджи | Клімат Таунджи | Клімат Таунджи | Клімат Таунджи | Клімат Таунджи | Клімат Таунджи |
| Показник                | Січ.           | Лют.           | Бер.           | Квіт.          | Трав.          | Черв.          | Лип.           | Серп.          | Вер.           | Жовт.          | Лист.          | Груд.          | Рік            |
| Абсолютний максимум, °C | 27             | 30             | 32             | 33             | 33             | 31             | 28             | 30             | 28             | 30             | 31             | 27             | 33             |
| Середній максимум, °C   | 22             | 24             | 27             | 28             | 27             | 25             | 23             | 24             | 24             | 23             | 23             | 21             | 25             |
| Середня температура, °C | 14             | 16             | 19             | 21             | 22             | 21             | 20             | 20             | 20             | 19             | 17             | 14             | 19             |
| Середній мінімум, °C    | 7              | 8              | 11             | 15             | 17             | 17             | 17             | 17             | 17             | 16             | 11             | 8              | 13             |
| Абсолютний мінімум, °C  | 1              | 2              | 2              | 7              | 11             | 12             | 15             | 16             | 13             | 12             | 0              | 0              | 0              |
| Норма опадів, мм        | 0              | 10             | 0              | 30             | 240            | 190            | 280            | 330            | 210            | 170            | 30             | 10             | 1550           |
| Днів з дощем            | 0              | 0              | 0              | 2              | 5              | 12             | 15             | 16             | 11             | 10             | 4              | 1              | 81             |
| Вологість повітря, %    | 66             | 59             | 49             | 55             | 72             | 82             | 83             | 85             | 84             | 82             | 76             | 71             | 72             |
| ----------------------- | -------------- | -------------- | -------------- | -------------- | -------------- | -------------- | -------------- | -------------- | -------------- | -------------- | -------------- | -------------- | -------------- |
| Джерело: Weatherbase    |                |                |                |                |                |                |                |                |                |                |                |                |                |

## Історія

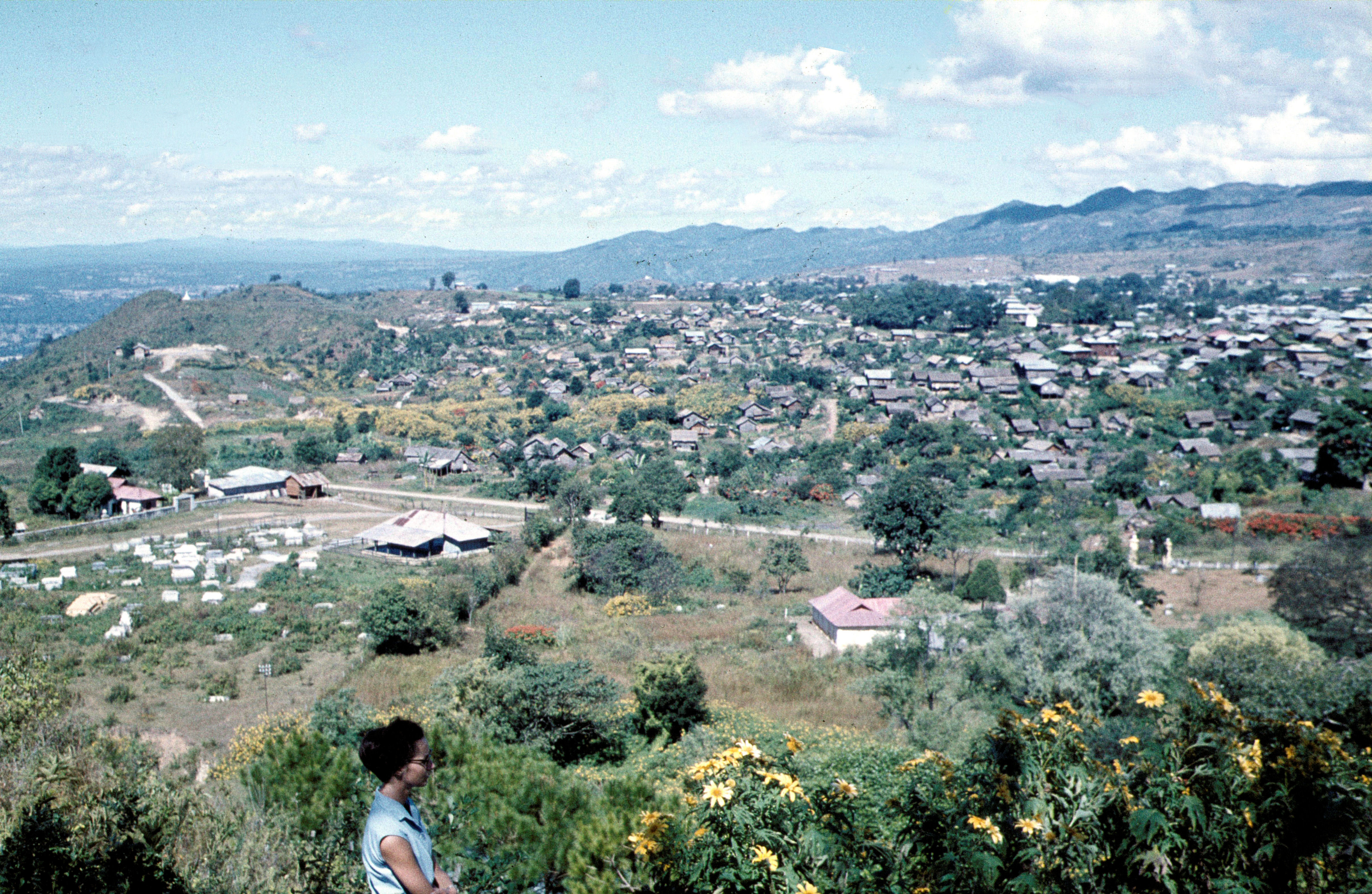
Місто Таунджи у 1961 році

До британської колонізації Таунджи був маленьким селом з декількох будинків. Навколишні долини заселяв народ пао.
Англійці заснували тут столицю південних Шанських держав. З 1894 року місто стало активно розвиватися і модернізуватися, англійці перемістили сюди адміністративний центр з Маїн Тауку (Форт Стедмана), який розташований на східному березі озера Інле через більш здоровий клімат і гарне стратегічне положення. У 1906 році в місті була тисяча будинків. Унаслідок заворушень шанів в Таунджи стояв головний військово-поліцейський гарнізон. Через Таунджи проходило постачання шанських держав.

## Транспорт
До міста можна під'їхати по шосе. Залізниця також доходить до Таунджи з 1995 року, але по ній не ходять пасажирські поїзди. Остання станція з регулярним пасажирським сполученням — Швеньян, за п'ятнадцять кілометрів на захід від Таунджи. Найближчий аеропорт — Хехо, близько 40 кілометрів на захід від міста.

## Культура

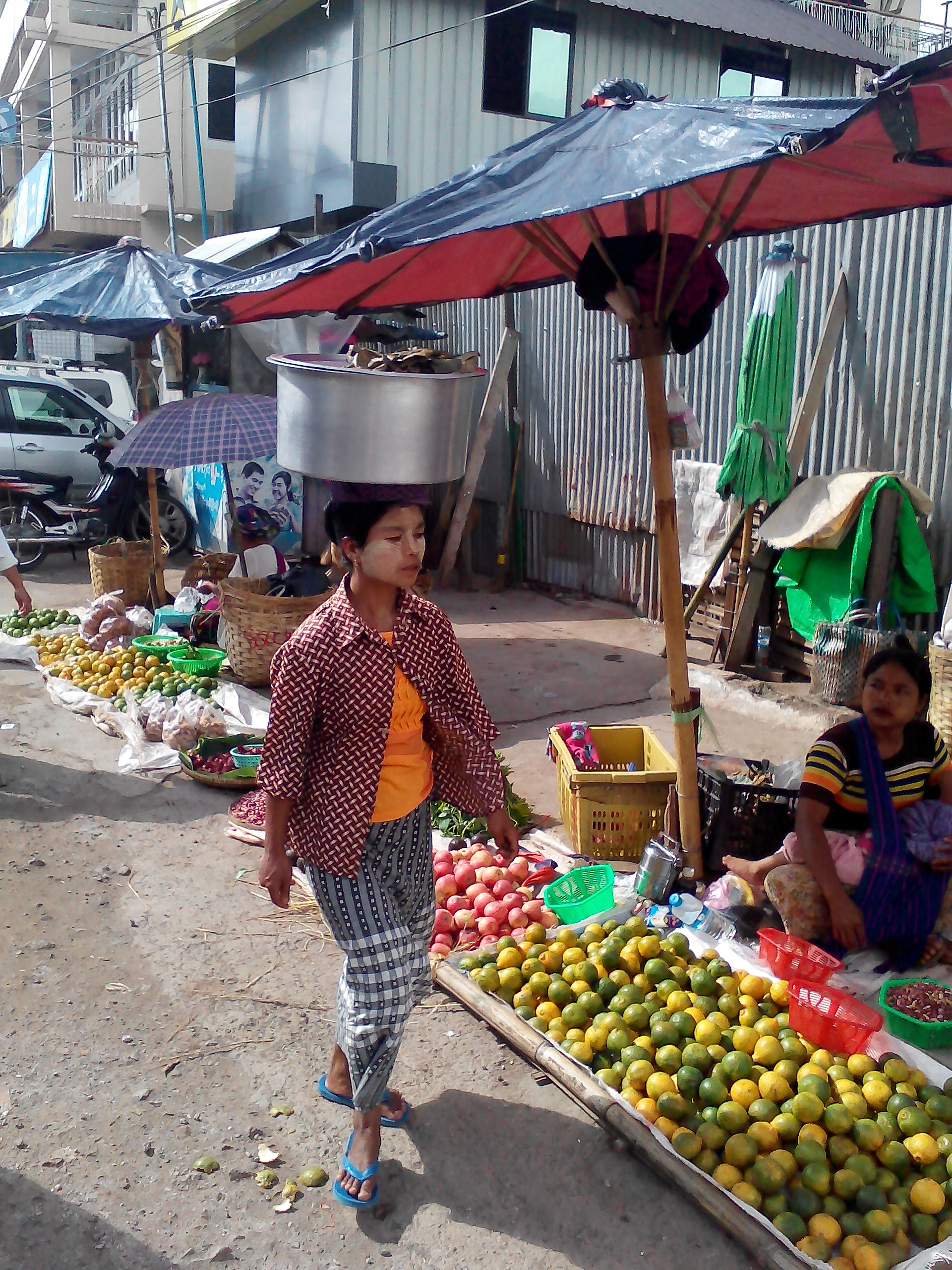
Жінка на ринку

Таунджи — місце змішання різних культур області М'єлат в державі Шан. У місті й навколо нього є чимало буддійських монастирів. У місті є також римсько-католицька церква і помітна християнська громада, заснована ще ранніми місіонерами. Є невелика англіканська церква, вона після відходу англійців не ремонтується і знаходиться в аварійному стані. Дві великі мечеті обслуговують мусульман індійського та китайського походження. Є невелика англіканська церква. Кілька китайських храмів буддистів використовуються китайською громадою.
Раніше місто було знамените щотижневими базарами, зараз найколоритніші базари проводяться в містечках навколо Таунджи.
В околицях Таунджи багато примітних місць — це буддійські храми і ступи XVI століття в Катку, озеро Інле, місто Ньяунгшве, а трохи далі — печери Піндайя.
У місті відсутні великі промислові підприємства, місто переважно живе торгівлею та постачанням гірських областей. Частково промисловість витіснена в місто-супутник Айєтарьяр.
В Таунджи розташовані багато урядових установ штату Шан.
У місті є історичний музей шанської культури.
У місті та на північний схід від нього розташовані численні гарнізони бірманської армії, які охороняють місто і дороги від заколотників. В горах під час громадянської війни розташовувалися загони бойовиків шанських антиурядових армій.

## Галерея

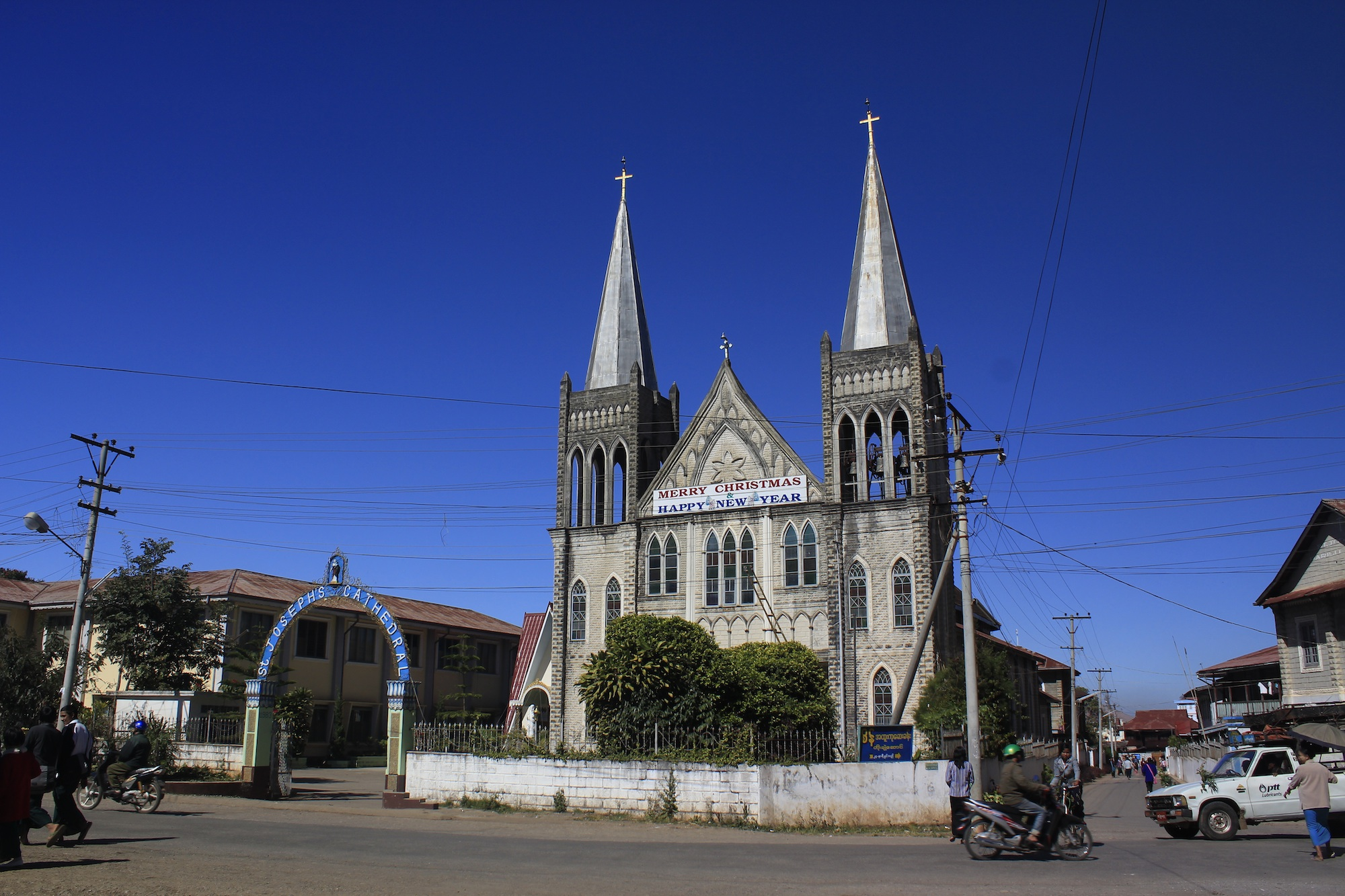
Катедральний католицький собор святого Йосифа
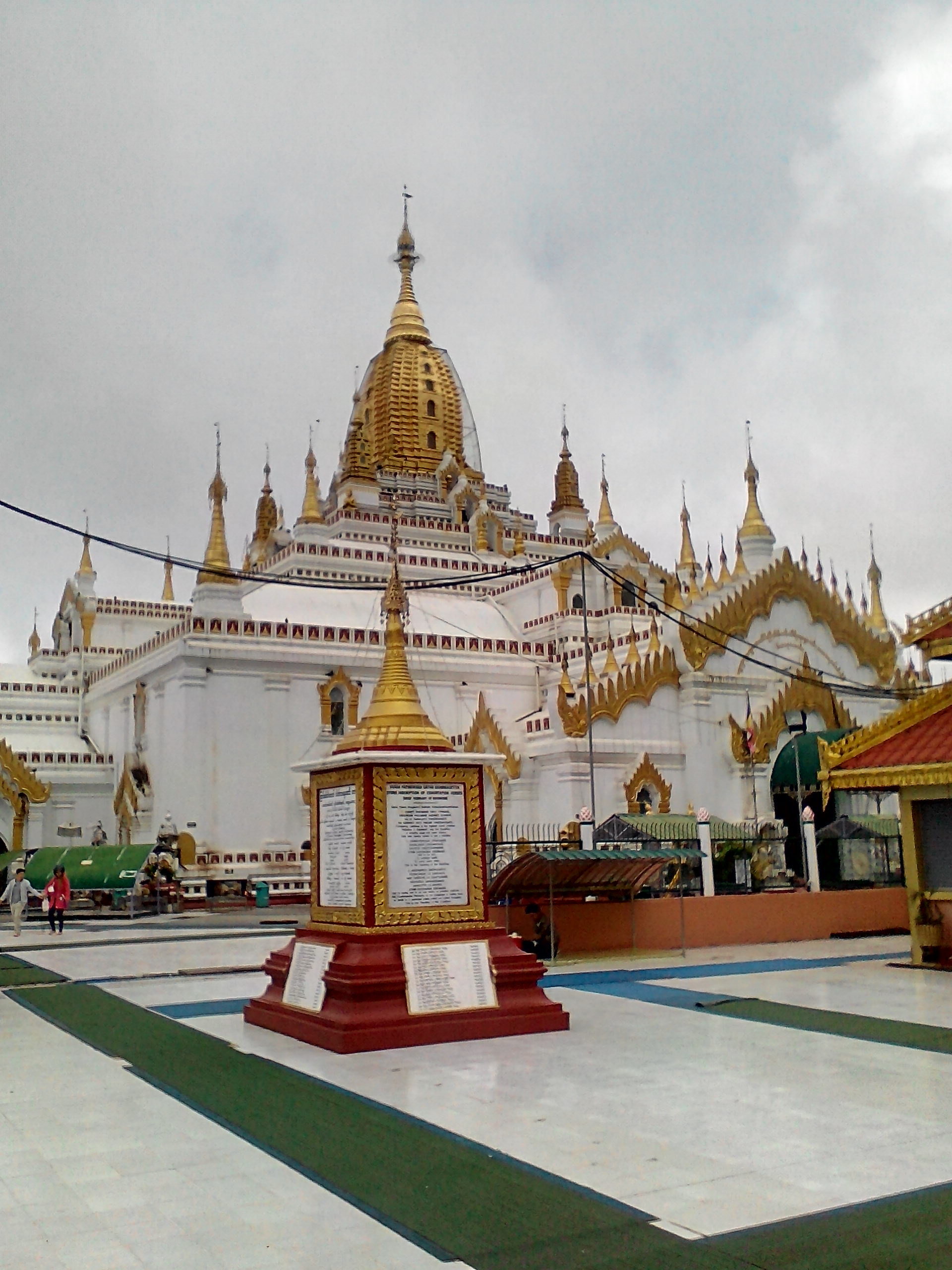
Пагода Суламуні
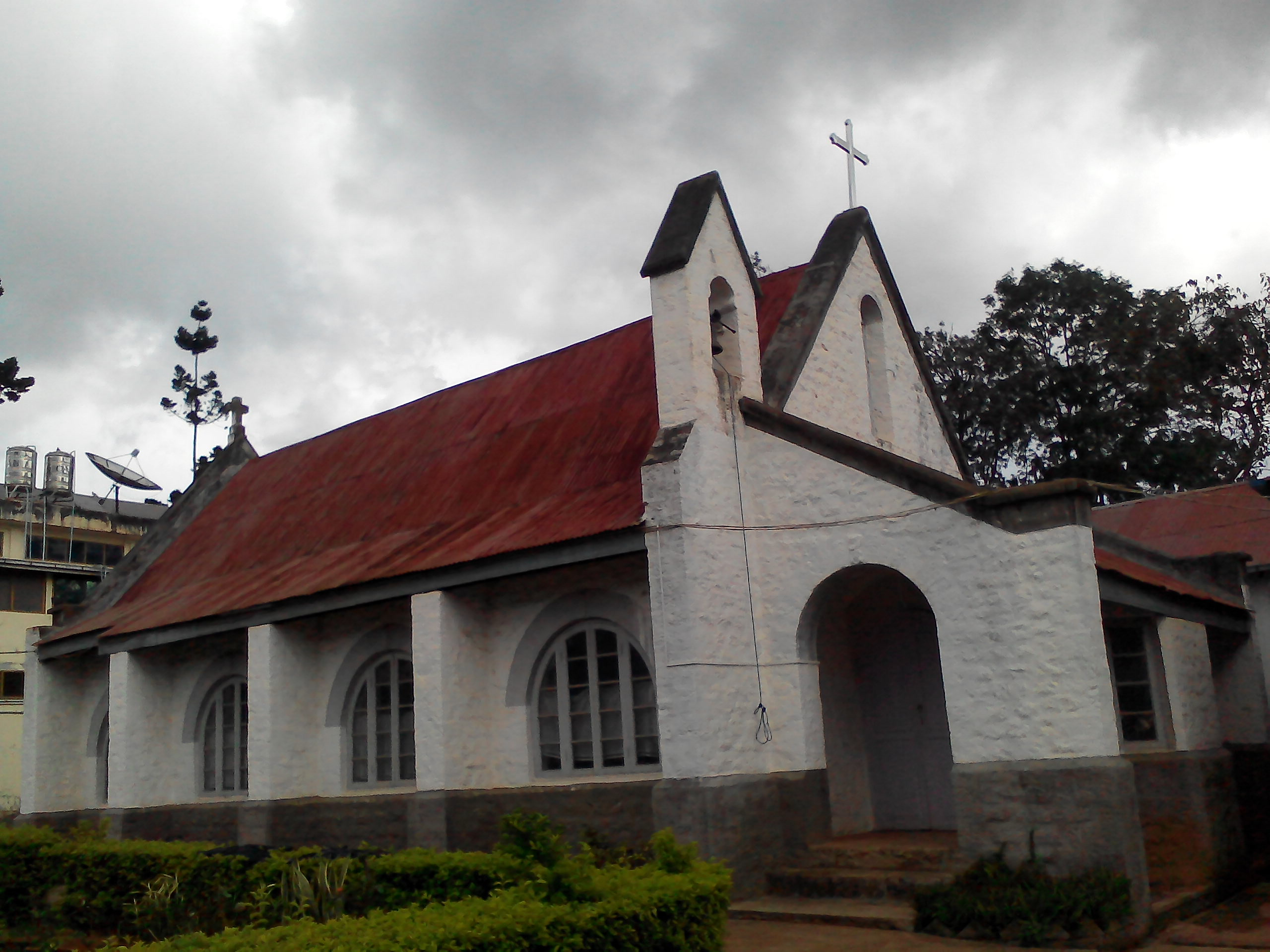
Англіканська церква святого Георгія
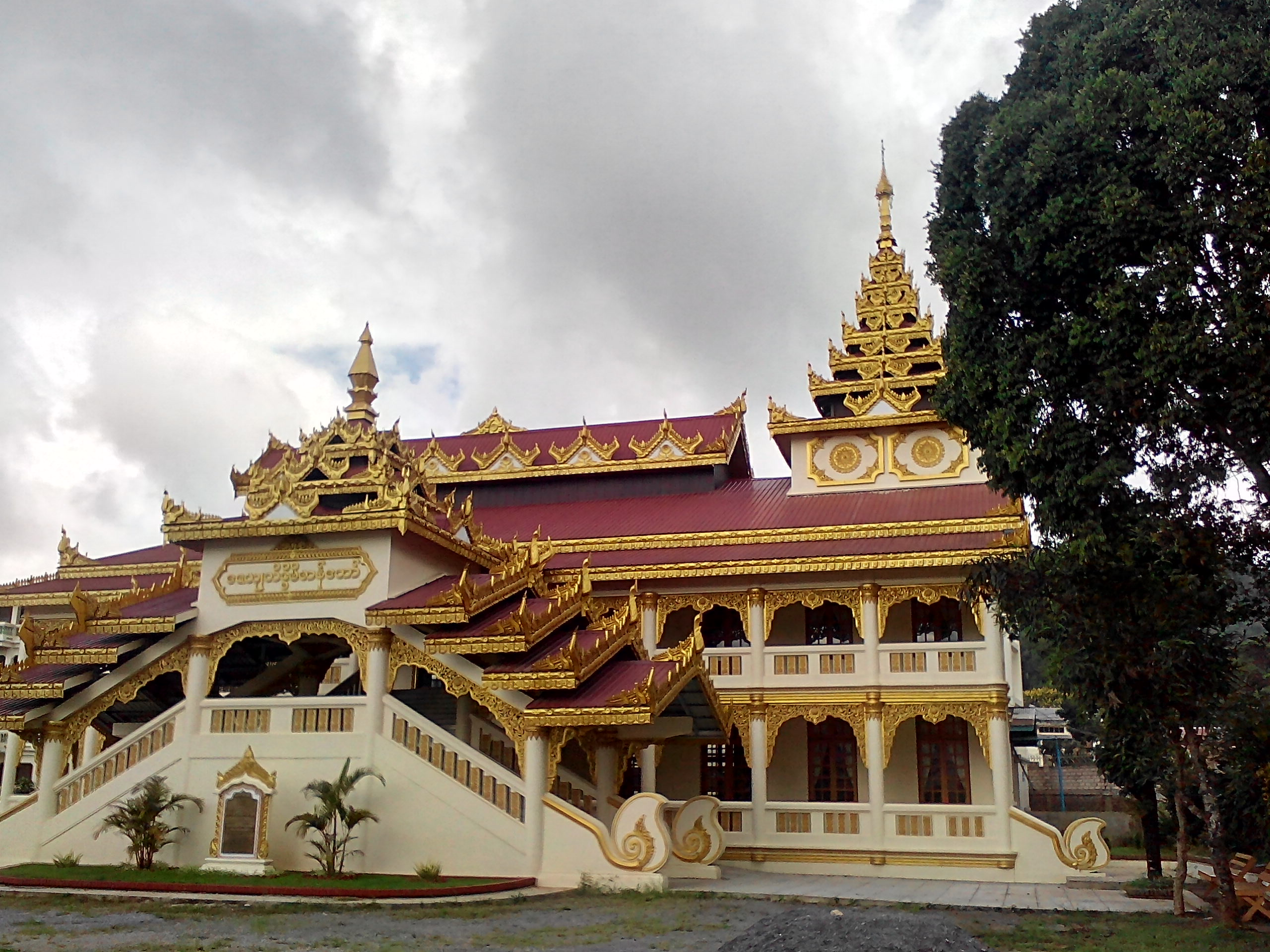
Буддійський монастир
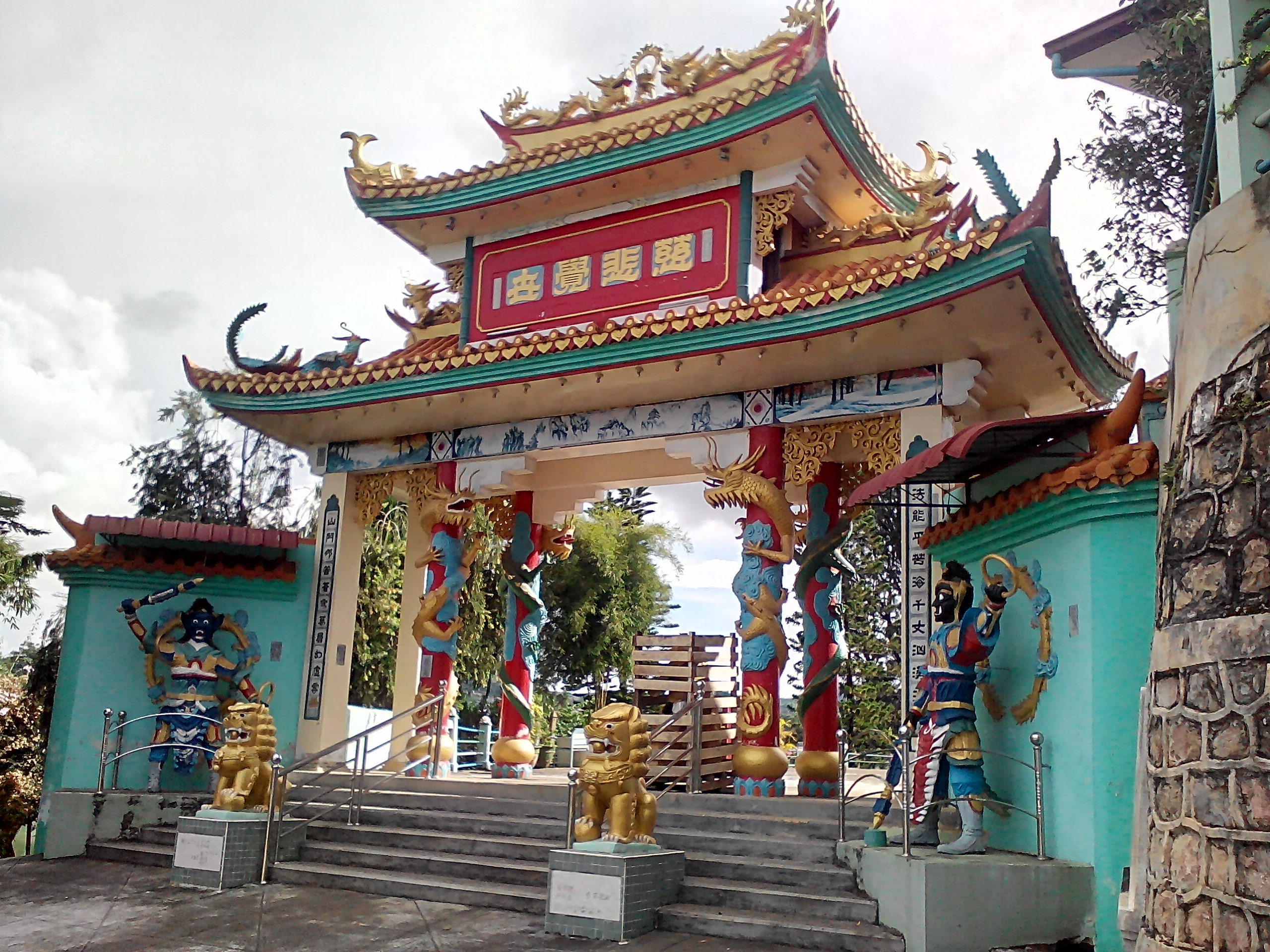
Китайський монастир
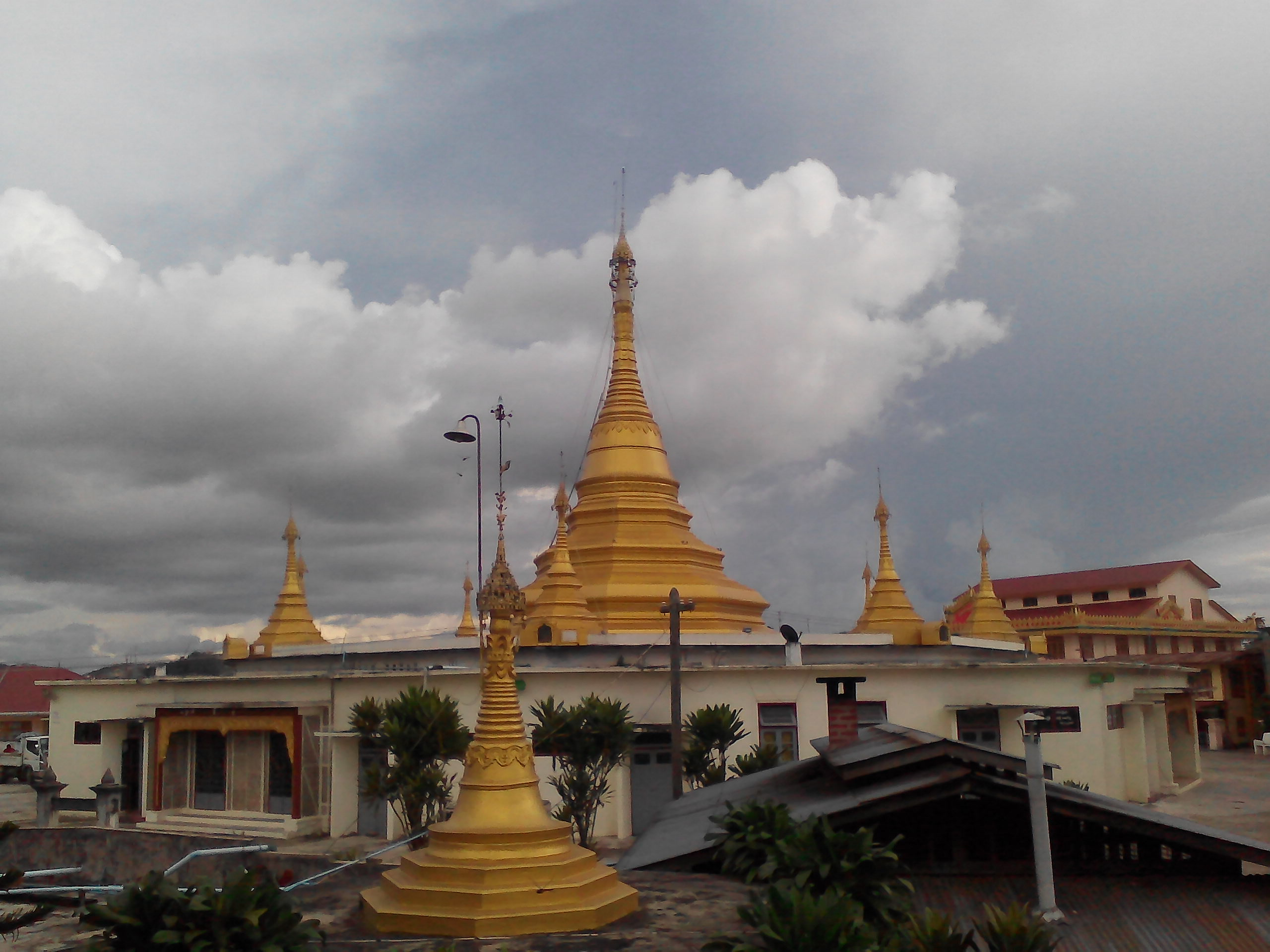
Пагода Велавана
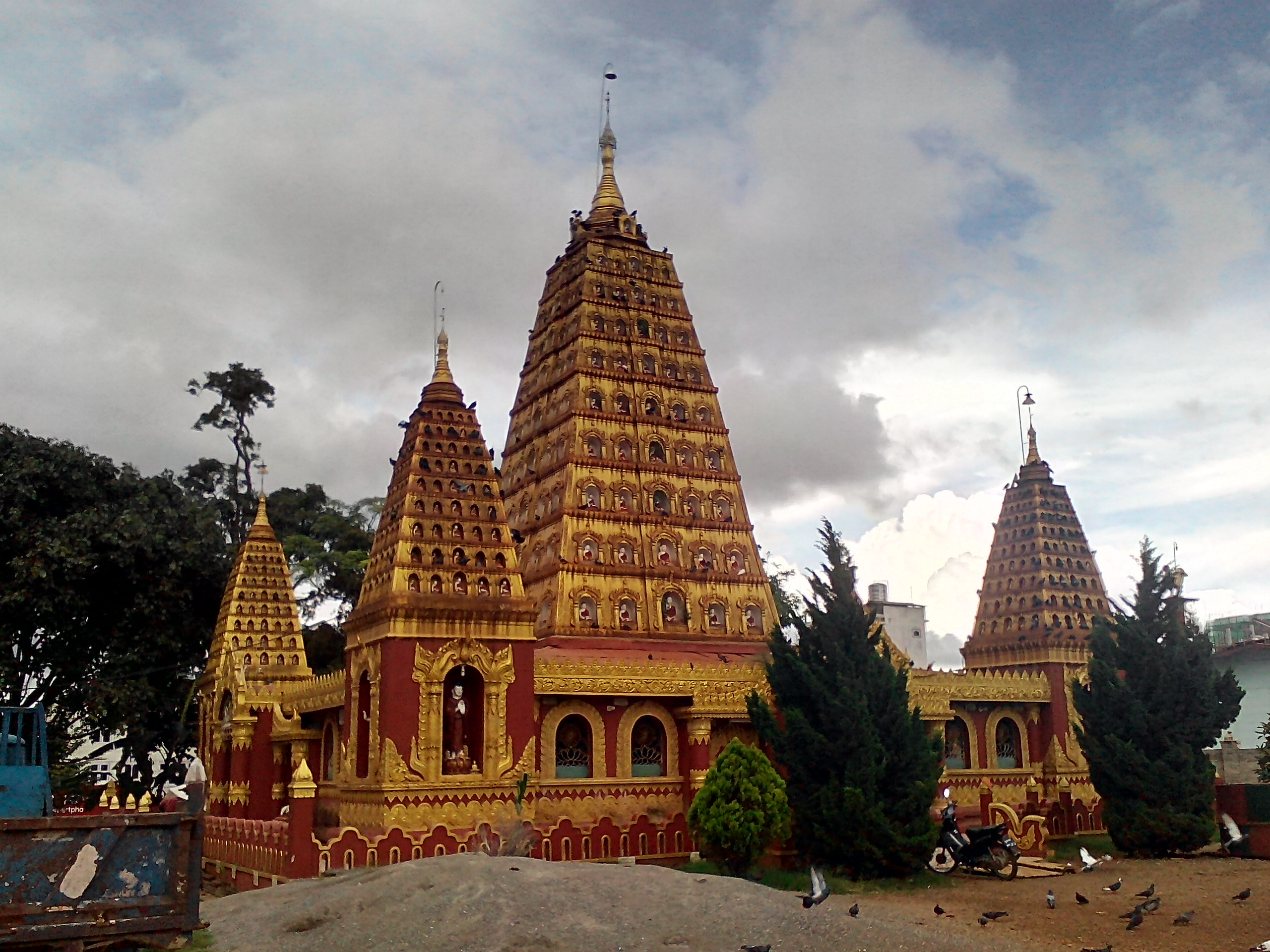
Пагода Мін Кунг
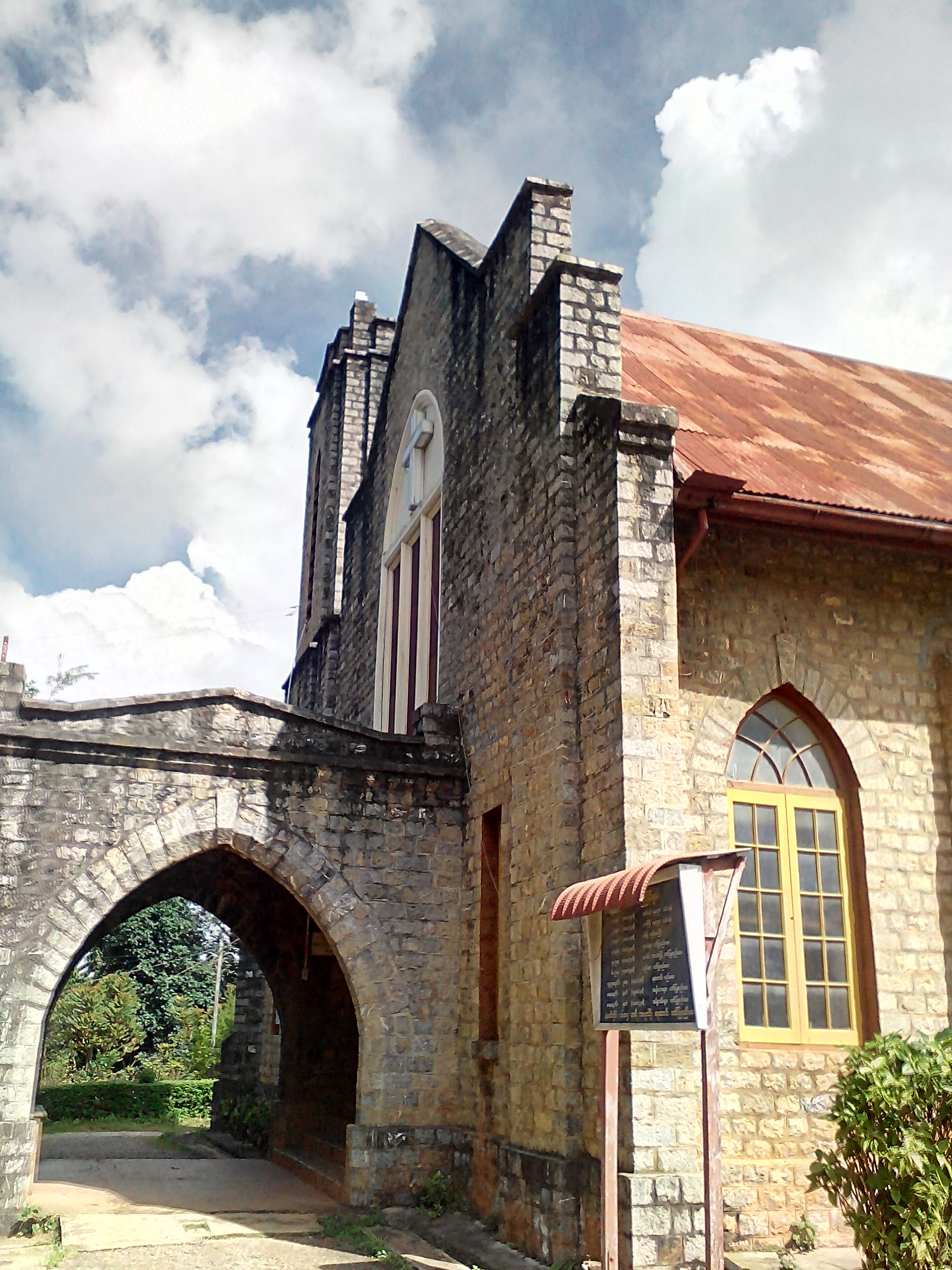
Баптистська церква

## Відомі уродженці
- Аліса Онг (нар. 8 серпня 1994) — бирманська акторка та модель
- Со Він[en] (нар. 10 травня 1947 – пом. 12 жовтня 2007) — бирманський військовий діяч та прем'ер-міністр